# Sebastian Festner
Sebastian Festner (* 30. Juni 1894 in Holzkirchen, Königreich Bayern; † 25. April 1917 bei Gavrelle, Frankreich) war ein deutscher Jagdflieger im Ersten Weltkrieg.

## Militärdienst

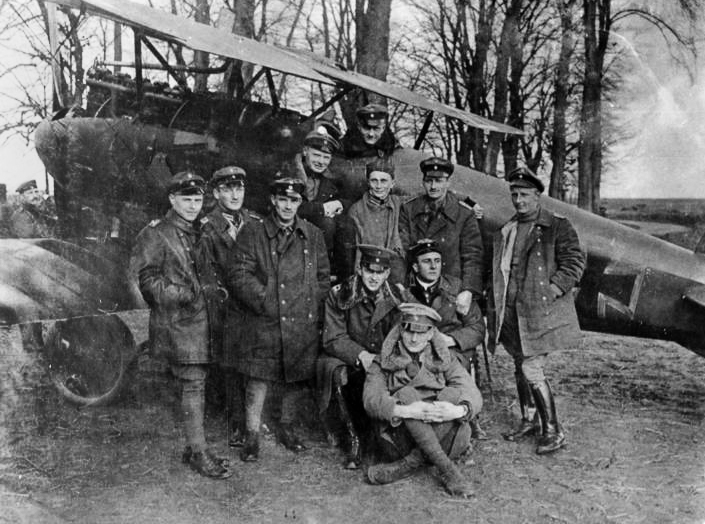
Sebastian Festner (3. von links) bei der Jasta 11 des Freiherrn von Richthofen (im Flugzeug sitzend)

Festner begann seinen Militärdienst bei der Infanterie, bevor er nach einer Verwundung zu den kaiserlichen Luftstreitkräften im Oktober 1914 wechselte. Dort diente er als Mechaniker in verschiedenen Fliegerabteilungen. Zugeteilt der Fliegerersatz-Abteilung 7b (FEA) im Rang eines Gefreiten lernte er dort inoffiziell das Fliegen, bevor er 1916 die offizielle Pilotenausbildung bei der FEA 2b und FEA 5b absolvierte. Er wurde im November 1916 der Jasta 11 unter dem Befehl von Manfred von Richthofen zugeteilt. Seinen ersten Luftsieg errang er am 5. Februar 1917 gegen eine englische B.E.2. Bis zum 16. April 1917 erzielte er als Pilot einer Albatros D.III insgesamt zwölf Abschüsse, darunter auch jenen des britischen Piloten William Robinson, der zuvor für den Abschuss eines deutschen Luftschiffs über England das Victoria Cross erhalten hatte. Am 23. April 1917 wurde Festner für seine Leistungen mit dem Kreuz der Inhaber des Königlichen Hausordens von Hohenzollern mit Schwertern ausgezeichnet. Diese hohe Auszeichnung wurde während des Ersten Weltkriegs lediglich 17 Mal verliehen.
Zwei Tage später stürzte seine Maschine unter ungeklärten Umständen zwischen den Orten Gavrelle und Bailleul im Département Somme im Niemandsland ab. Als Ursache wird Beschuss durch eine britische Sopwith Strutter oder durch Abwehrfeuer vom Boden aus vermutet. Da das Gebiet anschließend unter Artilleriebeschuss lag, wurden keine Versuche zur Bergung des Wracks oder des Leichnams unternommen, sodass Festner offiziell als vermisst gilt.
Zuletzt bekleidete Festner den Rang eines Vizefeldwebels.